# 송집수 효자각
송집수 효자각(宋楫洙 孝子閣)은 충청북도 청주시 상당구에 있다. 2015년 4월 17일 청주시의 향토유적 제18호로 지정되었다.

## 개요
은진송씨 송집수의 효행을 기리기 위해 세운 정려각이다.